# Ithomia phoeno
Ithomia phoeno är en fjärilsart som beskrevs av Charles Andreas Geyer 1837. Ithomia phoeno ingår i släktet Ithomia och familjen praktfjärilar. Inga underarter finns listade i Catalogue of Life.